# Брожкова, Радка
Радка Брожкова (чеш. Radka Brožková; род. 26 июня 1984 или 21 июня 1984, Ровенско-под-Тросками) — чешская ориентировщица, призёр чемпионата мира по спортивному ориентированию.
Радка Брожкова — младшая сестра Даны Брожковой — одной из лидеров (2009) чешской женской команды по спортивному ориентированию.
В юниорском возрасте Радка выиграла серебряную медаль на молодёжном чемпионате мира в 2004 году.
Домашний чемпионат мира 2008 года был для Радки третьим.
На средней дистанции она завоевала бронзовую медаль, уступив только финке Минне Кауппи и ветерану швейцарской команды Врони Кёниг-Салми.
Лучшим достижением на чемпионатах Европы на данный момент (2009) является пятое место на чемпионате Европы в Латвии.
В настоящее время (2009) учится в пражском университете. Изучает медицину.